# Castro de Rei
Castro de Rei (Spanisch: Castro de Rey) ist eine spanische Gemeinde (Concello) in der Provinz Lugo der autonomen Gemeinschaft Galicien. Die Gemeinde hat 5.041 Einwohner (Stand: 2024). In der Gemeinde gibt es zahlreiche historische Stätten.

## Geografie
Castro de Rei befindet sich in der Comarca Terra Chá. Dieser Faktor bestimmt den größten Teil ihrer sozioökonomischen Bedingungen. Ihre durchschnittliche Höhe liegt zwischen 400 und 500 Metern. Im Osten wird das Terrain aufgrund der Nähe zu den östlichen Bergen schroffer.

## Geschichte
Castro de Rey steht seit 1971 unter Denkmalschutz. Sein historischer Kern ist seit fünftausend Jahren auf einer Anhöhe bewohnt, die zuerst ein Castro und dann eine Festung mit Wachturm war. Heute sind noch Teile der Mauern und von der Burg nur noch Reste des ehemaligen Wohnhauses vorhanden (der Turm fiel 1941).

## Bevölkerungsentwicklung der Gemeinde
Legende: Castro de Rey de Tierrallana___Castro de Rey

Quelle: INE-Archiv – grafische Aufarbeitung für Wikipedia

## Gemeindegliederung
Die Gemeinde Castro de Rei ist in 25 Parroquias gegliedert:
| Parroquias            | Patrozinium  | Einwohner 2024 | Fläche km² | Dichte Einw./km² | Höhe msnm | Ortskennzahl |
| --------------------- | ------------ | -------------- | ---------- | ---------------- | --------- | ------------ |
| Ansemar               | San Salvador | 99             | 8,33       | 12               | 441       | 27010010000  |
| A Azúmara             | San Xoán     | 52             | 4,64       | 11               | 0         | 27010020000  |
| Balmonte              | San Salvador | 28             | 1,49       | 19               | 526       | 27010030000  |
| Bazar                 | San Pedro    | 267            | 12,22      | 22               | 410       | 27010040000  |
| Bendia                | San Pedro    | 70             | 8,36       | 8                | 433       | 27010050000  |
| Castro de Rei         | San Xoán     | 188            | 0,46       | 409              | 434       | 27010060000  |
| Coea                  | San Salvador | 20             | 1,70       | 12               | 421       | 27010070000  |
| Duancos               | Santa María  | 75             | 3,19       | 24               | 510       | 27010080000  |
| Duarría               | Santiago     | 1.102          | 9,48       | 116              | 404       | 27010090000  |
| Dumpín                | Santalla     | 77             | 5,06       | 15               | 445       | 27010100000  |
| Goberno               | San Martiño  | 99             | 5,85       | 17               | 487       | 27010110000  |
| Loentia               | Santo Estevo | 250            | 13,67      | 18               | 439       | 27010120000  |
| Ludrio                | Santa María  | 120            | 7,38       | 16               | 508       | 27010130000  |
| Mondriz               | Santiago     | 85             | 3,40       | 25               | 480       | 27010140000  |
| Outeiro               | Santa María  | 295            | 8,76       | 34               | 445       | 27010170000  |
| Pacios                | San Salvador | 127            | 7,72       | 16               | 422       | 27010180000  |
| Prevesos              | Santo Estevo | 147            | 10,36      | 14               | 494       | 27010190000  |
| Quintela              | Santa María  | 69             | 4,08       | 17               | 509       | 27010200000  |
| Ramil                 | Santa Mariña | 121            | 8,50       | 14               | 495       | 27010210000  |
| Ribeiras de Lea       | San Xoán     | 628            | 7,81       | 80               | 397       | 27010220000  |
| San Xiao de Mos       | San Xiao     | 209            | 4,99       | 42               | 389       | 27010150000  |
| Santa Comba de Orizón | Santa Comba  | 40             | 5,57       | 7                | 552       | 27010160000  |
| Santa Locaia          | San Pedro    | 266            | 10,16      | 26               | 454       | 27010230000  |
| Triabá                | San Pedro    | 498            | 16,51      | 30               | 439       | 27010240000  |
| Viladonga             | Santiago     | 83             | 7,25       | 11               | 457       | 27010250000  |

## Wirtschaft
| Ackerbau, Viehzucht und Fischerei                                                  | 0413  | 021,40 |
| Industrie                                                                          | 0299  | 015,49 |
| Bauwirtschaft                                                                      | 0129  | 06,68  |
| Dienstleistungsbetriebe                                                            | 1.089 | 056,42 |
| Total                                                                              | 1.930 | 100,00 |
| * Daten aus dem Statistischen Amt für Wirtschaftliche Entwicklung in Galicien, IGE |       |        |